# Eliette von Karajan
Eliette von Karajan, nata Eliette Mouret (Mollans-sur-Ouvèze, 13 agosto 1939), è una mecenate francese e la vedova del famoso direttore d'orchestra  Herbert von Karajan.

## Biografia
Eliette Mouret è cresciuta a Nizza, nel sud della Francia, ed è stata scoperta all'età di 18 anni da Christian Dior, per il quale ha lavorato come modella. Nel 1957 incontrò il suo futuro marito per la prima volta su uno yacht a Saint-Tropez; un anno dopo si incontrarono di nuovo a Londra e si sposarono il 6 ottobre 1958. Eliette fu la terza e ultima moglie di Karajan.
Il 25 giugno 1960 nacque la prima figlia Isabel, per la quale la Filarmonica di Vienna fece da madrina. Allo stesso modo la Filarmonica di Berlino ha fatto da madrina per la seconda figlia Arabel, nata il 2 gennaio 1964.
Eliette accompagnò Herbert von Karajan nei suoi viaggi e concerti e conduceva la propria vita nella cerchia di ammiratori del "Maestro", che ha sempre cercato di proteggere nei limiti del possibile. La coppia ha mantenuto i contatti con eminenti personalità del tempo come Jean Cocteau, Elisabeth Schwarzkopf, Henri-Georges Clouzot, Helmut Schmidt, Romy Schneider e Marc Chagall. La coppia ha vissuto, quando non erano in viaggio, a St. Moritz e dal 1961 anche a Saint-Tropez e Anif, vicino a Salisburgo.
Eliette Mouret si è dedicata per decenni alla pittura e ora è una mecenate di fama internazionale e promotrice della musica, inoltre è presidente onorario del Festival di Pasqua di Salisburgo, fondato dal marito.
Dalla sua iniziativa nel 1995 è nato a Vienna, di fronte al Teatro dell'Opera, il Centrum Herbert von Karajan con l'archivio di tutte le sue registrazioni audio e video. Il 1º dicembre 2005, ha fondato l'Eliette e Herbert von Karajan Institute, che supporta le sue attività dedicate alla promozione delle arti e alla cura dell'eredità di suo marito.

## Arte
Già durante la sua carriera di modella, ha frequentato la Malakademie di Londra, senza però mai laurearsi a causa della sua professione. Dopo una visita alla "Scuola del Vedere" fondata da Oskar Kokoschka, ricomincia a dipingere. Fu sostenuta nel suo lavoro artistico da numerosi amici artisti, come il surrealista Ernst Fuchs, Jörg Immendorff o Marc Chagall, che visitò spesso nella sua residenza a Saint Paul de Vence. Anche il suo insegnante, il pittore Herbert Breiter, ha avuto una grande influenza sul suo lavoro.
Le sue fotografie, che fino ad allora non erano mai state esposte o pubblicate, furono utilizzate nel 1982 in occasione del centenario della Berliner Philharmoniker come copertine e supplementi individuali di un'edizione speciale o aggiunte. L'edizione completa di 50 dischi (100 capolavori - galleria di serie) con vari solisti e cantanti di concerti di fama mondiale sotto la direzione di Herbert von Karajan è apparsa alla Deutsche Grammophon ed è stata ristampata in 25 CD in occasione dell'ottantesimo compleanno (1988) del direttore d'orchestra.

## Mecenatismo
Eliette von Karajan si dedica alla promozione di artisti e ha fondato a tale scopo il "Fondo culturale Eliette von Karajan" e il "Prix Eliette von Karajan".
La "Eliette von Karajan-Kulturfonds" è stata creata nel 2001 in occasione del 40º anniversario della residenza della famiglia von Karajan nei Grigioni e si dedica alla promozione degli operatori culturali nei Grigioni. Tra i vincitori del passato ci sono la mezzosoprano Maria Riccarda Wesseling, il violinista e compositore David Sontòn Caflisch, la cantante Letizia Scherrer, il regista, sceneggiatore e attore Felix Benesch e il compositore Siegfried Friedrich.
I vincitori del prestigioso "Prix Eliette" comprendono l'artista britannico Damien Hirst, il pittore tedesco Helmut Dorner, lo scultore britannico Rachel Whiteread e il cantante dei Grigioni Corin Curschellas.

## Opere
- Mein Leben an seiner Seite, Autobiografie, Ullstein, Berlin 2008. ISBN 978-3-550-08722-6.
- La mia vita al suo fianco, Giunti Editore, Firenze, 2008. ISBN 978-88-09-05926-9